# رولز-رویس فانتوم ۱
رولز-رویس فانتوم یک (به انگلیسی: Rolls-Royce Phantom I) خودرویی است که از سال ۱۹۲۵ تا ۱۹۳۱ توسط شرکت رولز-رویس لیمیتد و در کشورهای انگلستان و ایالات متحده تولید شده‌است. طراحی آن خودروهای موتور جلو-محور عقب بوده است. سیستم جعبه‌دندهٔ آن ۴ دنده به صورت جعبه‌دنده دستی بود.